# Discosema birenosa
Discosema birenosa är en fjärilsart som beskrevs av Felder 1874. Discosema birenosa ingår i släktet Discosema och familjen nattflyn. Inga underarter finns listade i Catalogue of Life.